# Бараново (Верхнеландеховский район)
Бара́ново — село в Верхнеландеховском районе Ивановской области. Входит в состав Кромского сельского поселения.

## География
Село расположено на реке Нёвра. Расстояние до районного центра (посёлок Верхний Ландех) — 10 км.

## История
По переписным книгам 1678 года село значилось за князем Иваном Андреевичем Хилковым. Судя по сохранившемуся в церкви синодику с надписью от 1701 года, церковь здесь уже существовала в XVII столетии. В 1843 году бывшая в Баранове деревянная церковь сгорела, и на её месте в 1843-49 годах на средства помещицы княгини Натальи Юрьевны Салтыковой построен был каменный храм с колокольней. Престолов в этом храме было три: главный — в честь Владимирской иконы Божьей Матери, в трапезе теплой — во имя Всех Святых (освящен в 1844 году) и в честь Казанской иконы Божьей Матери (устроен в 1848 году). На время постройки каменной церкви на кладбище была устроена деревянная, которая стояла до 1868 года. При церкви имелась школа грамоты, учащихся в 1897-98 году было 30.
В XIX — первой четверти XX века село входило в состав Кромской волости Гороховецкого уезда. В 1859 году в селе числилось 11 дворов, в 1905 году — 15 дворов.

## Население
| 1859 | 1905 |
| ---- | ---- |
| 63   | 75   |

| 1859 | 1905 | 2010 |
| ---- | ---- | ---- |
| 63   | ↗75  | ↗83  |

## Достопримечательности
На окраине села находятся руины Церкви Владимирской иконы Божией Матери (середина XIX века).